# Grive de Hodgson
Zoothera mollissima
Espèce
Statut de conservation UICN

 LC  : Préoccupation mineure
La Grive de Hodgson (Zoothera mollissima) est une espèce de passereaux de la famille des Turdidae.

## Répartition
Elle est présente au Pakistan, en Inde, au Népal, au Bhoutan et en Chine. Sa présence est incertaine en Birmanie.

## Habitat
Elle vit dans les zones de broussaille et de prairies tropicales et subtropicales en haute montagne[réf. souhaitée].